# Норшинци при Љутомеру
Норшинци при Љутомеру (словен. Noršinci pri Ljutomeru) су насељено место у општини Љутомер, Помурска регија, Словенија.

## Историја
До територијалне реорганизације у Словенији били су у саставу старе општине Љутомер.

## Становништво
У попису становништва из 2011. године, Норшинци при Љутомеру су имали 225 становника.
| Број становника према пописима | Број становника према пописима | Број становника према пописима |
| ------------------------------ | ------------------------------ | ------------------------------ |
| 1991                           | 2002                           | 2011                           |
| 235                            | 216                            | 225                            |

Напомена: До 1955. исказивано под именом Норшинци.